# Diplopeltidae
Diplopeltidae är en familj av rundmaskar. Diplopeltidae ingår i ordningen Monhysterida, klassen Adenophorea, fylumet rundmaskar och riket djur.